# Palacio de Navares de las Cuevas
El Palacio de Navares de las Cuevas es un palacio localizado en el municipio español de Navares de las Cuevas, en la provincia de Segovia. Su construcción data de finales del siglo XVI, y está declarado Bien de Interés Cultural desde 1977.

## Descripción
Se trata de un palacio clasicista de sillería de planta casi cuadrada. En la fachada principal se encuentra una puerta de acceso, situado en una posición central y flanqueada por pilastras con capiteles jónicos que sostienen el dintel sobre el que se dispone un frontón triangular con dos pináculos de bolas en los extremos. Por encima del frontón, se asienta una ventana que repite el mismo esquema arquitectónico que el que se encuentra en la puerta, aunque en este caso se incluye un tercer pináculo central en el frontón, sobre el que se abre una nueva ventana de menor tamaño, en la parte superior del edificio. A los dos lados de la ventana se sitúan dos escudos de armas, que son los pertenecientes al linaje de don Cristóbal de Barros y Peralta, primer señor laico de Navares de las Cuevas. En una esquina aparece un matacán poligonal. El edificio es de tres plantas.